# کرسی های هموارساز
کرسی‌های تسطیح (دانمارکی: tillægsmandat، سوئدی: utjämningsmandat، نروژی: utjevningsmandater، ایسلندی: jöfnunarsæti، آلمانی: Ausgleichsmandat)، که معمولاً به عنوان کرسی‌های هموارساز نیز شناخته می‌شود، یک سازوکار انتخاباتی است.هدف از این کرسی‌های اضافی این است که اطمینان حاصل شود که سهم هر حزب از کل کرسی‌ها تقریباً با سهم کل آرای حزب در سطح ملی متناسب است. کشور هایی همچون دانمارک ، سوئد ، نروژ ، ایسلند و آلمان از این سازوکار استفاده می کنند.